# María Revuelto
María Revuelto Sánchez-Aguilera (Soria, 27 gennaio 1982) è un'ex cestista spagnola.

## Carriera
Con la Spagna ha disputato i Giochi olimpici di Pechino 2008.